# Groton (condado de New London, Connecticut)
Groton es una ciudad ubicada en el condado de New London en el estado estadounidense de Connecticut. En el año 2000 tenía una población de 10,010 habitantes y una densidad poblacional de 1,211.6 personas por km².

## Geografía
Groton se encuentra ubicada en las coordenadas 41°20′50″N 72°04′43″O / 41.34722, -72.07861.

## Demografía
Según la Oficina del Censo en 2000 los ingresos medios por hogar en la localidad eran de $40,515 y los ingresos medios por familia eran $43,859. Los hombres tenían unos ingresos medios de $32,476 frente a los $28,510 para las mujeres. La renta per cápita para la localidad era de $22,239. Alrededor del 9.9% de la población estaban por debajo del umbral de pobreza.